# La Lectora. Revista digital de crítica literària
La Lectora és una revista digital de crítica literària catalana nascuda el 23 d'octubre del 2018. Va ser fundada per Gerard Cisneros Cecchini, Gemma Medina Estella i Marc Rovira Urien, i posteriorment s'hi va afegir Jaume Coll Mariné. La revista compta amb més d'una trentena de col·laboradors i publica crítiques tant de novetats editorials com de qüestions literàries i culturals d’abast més ampli.